# Chlorobyrrhulus tibetanicus
Chlorobyrrhulus tibetanicus là một loài bọ cánh cứng trong họ Byrrhidae. Loài này được Tshernyshev miêu tả khoa học năm 2000.